# Кондратьєвське сільське поселення (район імені Лазо)
Кондра́тьєвське сільське поселення (рос. Кондратьевское сельское поселение) — сільське поселення у складі району імені Лазо Хабаровського краю Росії.
Адміністративний центр — село Кондратьєвка.

## Населення
Населення сільського поселення становить 1587 осіб (2019; 1846 у 2010, 1932 у 2002).

## Склад
До складу сільського поселення входять:
| Населений пункт     | Населення, осіб (2002) | Населення, осіб (2010) |
| ------------------- | ---------------------- | ---------------------- |
| Дрофа, село         | 616                    | 615                    |
| Кондратьєвка, село  | 419                    | 350                    |
| Новостройка, селище | 897                    | 710                    |
| Хака, село          | -                      | 171                    |